# Carl Fredrik Strandberg
Carl Fredrik Strandberg var en svensk skarprättare i Gävleborgs län åren 1769–1772. Han avrättade och steglade husmannen Johan Persson den 31 juli 1769 vid domarstenarna i Hille.
Carl Fredrik Strandberg tillhörde resandefolket och var son till skarprättaren i Västerås Fredrik Strandberg som mördades av sin hustru 1766. I samband med faderns död övertog Carl Fredrik Strandberg titeln som skarprättare i Västmanland. Han hade tidigare varit sin far behjälplig och rest omkring och försörjt sig som valackare i Uppsala län. 1769 efterträdde han Nicolaus Fredricsson som skarprättare i Gävle och bosatte sig på Skarprättargården i staden.
Strandberg satt fången i arresten vid Jönköpings slott för ett brott han begått 1772. Hustrun Juliana framförde till landshövdingen om hennes mans frihetsberövande. Med anledning av Strandsbergs frånvaro vräktes hustrun från Skarprättargården och Niklas Almin antogs som ny skarprättare i Gävleborg.